# Orgow
Orgow – wieś w Armenii, w prowincji Aragacotn. W 2011 roku liczyła 418 mieszkańców.